# Вільшанська сільська рада (Дворічанський район)
Вільша́нська сільська́ ра́да — адміністративно-територіальна одиниця та орган місцевого самоврядування у Дворічанському районі Харківської області. Адміністративний центр — село Вільшана.

## Загальні відомості
- Вільшанська сільська рада утворена 3 лютого 1943 року.
- Територія ради: 138,718 км²
- Населення ради: 2 267 осіб (станом на 2001 рік)
- Водоймища на території, підпорядкованій даній раді: озеро Біле.

## Населені пункти
Сільській раді були підпорядковані населені пункти:
- с. Вільшана
- с. Лиман Перший
- с. Масютівка
- с. Першотравневе

### Колишні населені пункти
- Липівка

## Склад ради
Рада складалася з 18 депутатів та голови.
- Голова ради: Мараховський Сергій Вікторович
- Секретар ради: Козирєва Валентина Іванівна

### Керівний склад попередніх скликань
| Прізвище, ім'я, по батькові    | Основні відомості                                                 | Дата обрання | Дата звільнення |
| ------------------------------ | ----------------------------------------------------------------- | ------------ | --------------- |
| Мараховський Сергій Вікторович | Сільський голова, 1960 року народження, освіта вища, безпартійний | 26.03.2006   | 31.10.2010      |
| Мараховський Сергій Вікторович | Сільський голова, 1960 року народження, освіта вища, безпартійний | 31.10.2010   |                 |

Примітка: таблиця складена за даними сайту Верховної Ради України

### Депутати
За результатами місцевих виборів 2010 року депутатами ради стали:

#### За суб'єктами висування
| Суб'єкт висування                 | Кількість обраних депутатів | %    |
| --------------------------------- | --------------------------- | ---- |
| Партія регіонів                   | 14                          | 77,8 |
| Комуністична партія України       | 2                           | 11,1 |
| Політична партія «Сильна Україна» | 2                           | 11,1 |

#### За округами
| № округу                          | Прізвище, ім'я, по батькові        | Дата визнання обраним | Освіта  | Партійна приналежність | Відомості про обраного депутата                          |
| --------------------------------- | ---------------------------------- | --------------------- | ------- | ---------------------- | -------------------------------------------------------- |
| Комуністична партія України       |                                    |                       |         |                        |                                                          |
| 4                                 | Колісник Олександр Іванович        | 15.05.2011            | вища    | позапартійний          | пенсіонер                                                |
| 15                                | Шкварченко Олександр Володимирович | 05.11.2010            | середня | позапартійний          | Дворічанське лісництво, майстер лісу                     |
| Партія регіонів                   |                                    |                       |         |                        |                                                          |
| 2                                 | Полтавченко Наталія Іванівна       | 05.11.2010            | вища    | позапартійна           | ПСП"Вільшанське", секретар                               |
| 3                                 | Лебединський Юрій Вікторович       | 05.11.2010            | вища    | позапартійний          | ПСП"Вільшанське", виконавчий директор                    |
| 5                                 | Сташко Олексій Миколайович         | 05.11.2010            | вища    | позапартійний          | ПСП"Вільшанське", бригадир тракторної бригади            |
| 6                                 | Войтюк Надія Володимирівна         | 05.11.2010            | вища    | позапартійна           | ПСП"Вільшанське", головний ветлікар                      |
| 8                                 | Кутько Григорій Михайлович         | 05.11.2010            | вища    | позапартійний          | ПСП"Вільшанське", головний інженер                       |
| 9                                 | Козирєва Валентина Іванівна        | 05.11.2010            | вища    | позапартійна           | Вільшанська сільська рада, секретар                      |
| 10                                | Чабан Ігор Сергійович              | 05.11.2010            | вища    | позапартійний          | ПСП"Вільшанське", завідувач ферми                        |
| 11                                | Катренко Тамара Олексіївна         | 05.11.2010            | середня | член Партії регіонів   | тимчасово не працює                                      |
| 12                                | Демченко Тетяна Іванівна           | 05.11.2010            | вища    | член Партії регіонів   | ПСП"Вільшанське", бухгалтер                              |
| 13                                | Ліповой Андрій Миколайович         | 05.11.2010            | вища    | позапартійний          | ПСП"Вільшанське", робітник                               |
| 14                                | Соловей Іван Олексійович           | 05.11.2010            | середня | член Партії регіонів   | Дворічанське лісництво, водій                            |
| 16                                | Кравцова Тетяна Олексіївна         | 05.11.2010            | вища    | позапартійна           | Манілівська загальноосвітня школа, директор              |
| 17                                | Подольська Наталія Володимирівна   | 05.11.2010            | вища    | позапартійна           | продавець                                                |
| 18                                | Усачов Максим В'ячеславович        | 05.11.2010            | вища    | позапартійний          | Першотравневий фельдшерсько-акушерський пункт, завідувач |
| Політична партія «Сильна Україна» |                                    |                       |         |                        |                                                          |
| 1                                 | Герасименко Наталія Олександрівна  | 05.11.2010            | вища    | позапартійна           | Вільшанська сільська рада, бухгалтер                     |
| 7                                 | Бойко Світлана Анатоліївна         | 05.11.2010            | вища    | позапартійна           | Вільшанська загальноосвітня школа, вчитель               |